# Antonio Benarrivo
Antonio Benarrivo (ur. 21 sierpnia 1968 w Brindisi) – piłkarz włoski grający na pozycji środkowego lub bocznego obrońcy.

## Kariera klubowa
Benarrivo urodził się w nadmorskim mieście Brindisi, leżącym w południowo-wschodniej części Włoch. Karierę rozpoczynał w tamtejszym klubie FB Brindisi, w którym to w 1986 roku zadebiutował w Serie C1. W Brindisi młody Benarrivo wywalczył miejsce w podstawowej jedenastce już w następnym sezonie, w którym pomógł zespołowi uniknąć degradacji do Serie C2. W 1989 roku Antonio przeszedł do zespołu Calcio Padova, grającego w Serie B. W zespole tym spotkał uczestnika Mistrzostw Świata w Piłce Nożnej w Meksyku, Giuseppe Galderisiego oraz późniejszego reprezentanta kraju, Angelo Di Livio. Z tymi zawodnikami Padova najpierw w 1990 roku zajęła 11. miejsce, a w 1991 – 5. zdobywając zaledwie punkt mniej od Ascoli Calcio, które awansowało do Serie A.
Latem 1991 Benarrivo przeszedł do jednej z rewelacji poprzedniego sezonu, zespołu Parmy, do którego ściągnął go trener Nevio Scala. W Serie A zawodnik zadebiutował 1 września w zremisowanym 1:1 wyjazdowym meczu z S.S. Lazio. W Parmie stworzył solidny blok defensywny z Lorenzo Minottim, Alberto Di Chiarą, Luigim Apollonim oraz Belgiem Georges'em Grünem. Dodatkowo na bramce zespołu stał reprezentant Brazylii, Cláudio Taffarel. Parma na koniec sezonu zajęła jednak 7. miejsce, ale wywalczyła za to swój pierwszy w historii Puchar Włoch. Sezon 1992/1993 był dla zespołu Benarrivo także udany, gdyż w lidze zajął 3. miejsce, a dodatkowo zdobył Puchar Zdobywców Pucharów – w wygranym 3:1 finale z Royal Antwerp FC Benarrivo zagrał przez pełne 90 minut. W tym samym roku Benarrivo wystąpił w zwycięskich dla Parmy meczach z Milanem o Superpuchar Europy. W lidze Parma zajęła 5. miejsce i ponownie zagrała w finale Pucharu Zdobywców Pucharów, ale tym razem uległa Arsenalowi 0:1. W sezonie 1994/1995 dotarła do finału Pucharu UEFA, a w nim po dwumeczu pokonała Juventus F.C. (Benarrivo wystąpił w obu finałowych meczach).
W sezonie 1995/1996 Antonio zdobył swojego pierwszego gola w Serie A, a fakt ten miał miejsce 24 września w wygranym 3:0 meczu z Fiorentiną. Kolejny sukces z zespołem Parmy Benarrivo osiągnął w sezonie 1996/1997, kiedy to wywalczył wicemistrzostwo kraju. W sezonie 1997/1998 zagrał w fazie grupowej Ligi mistrzów, a w lidze zajął 6. miejsce, dzięki czemu w sezonie 1998/1999 Parma wystartowała w Pucharze UEFA. W nim doszła do finału, w którym pokonała Olympique Marsylia 3:0 (Benarrivo nie grał w tym meczu). Drużyna Parmy zdobyła także Puchar Włoch, a następnie superpuchar. Kolejny sukces z "Gialloblu" Benarrivo osiągnął w sezonie 2001/2002, gdy po meczach z Juventusem zdobył kolejny Puchar Włoch. W Parmie grał jeszcze przez kolejne dwa sezony, ale wtedy był już tylko rezerwowym zawodnikiem. Piłkarską karierę zakończył po sezonie 2003/2004, a miał wówczas 36 lat.
| Sezon   | Klub          | Kraj   | Rozgrywki | Mecze | Bramki |
| ------- | ------------- | ------ | --------- | ----- | ------ |
| 1986/87 | FB Brindisi   | Włochy | Serie C1  | 14    | 0      |
| 1987/88 | FB Brindisi   | Włochy | Serie C1  | 31    | 0      |
| 1988/89 | FB Brindisi   | Włochy | Serie C1  | 31    | 2      |
| 1989/90 | Calcio Padova | Włochy | Serie B   | 33    | 3      |
| 1990/91 | Calcio Padova | Włochy | Serie B   | 36    | 4      |
| 1991/92 | AC Parma      | Włochy | Serie A   | 30    | 0      |
| 1992/93 | AC Parma      | Włochy | Serie A   | 20    | 0      |
| 1993/94 | AC Parma      | Włochy | Serie A   | 28    | 0      |
| 1994/95 | AC Parma      | Włochy | Serie A   | 17    | 0      |
| 1995/96 | AC Parma      | Włochy | Serie A   | 27    | 3      |
| 1996/97 | AC Parma      | Włochy | Serie A   | 22    | 1      |
| 1997/98 | AC Parma      | Włochy | Serie A   | 24    | 1      |
| 1998/99 | AC Parma      | Włochy | Serie A   | 25    | 0      |
| 1999/00 | AC Parma      | Włochy | Serie A   | 18    | 0      |
| 2000/01 | AC Parma      | Włochy | Serie A   | 13    | 0      |
| 2001/02 | AC Parma      | Włochy | Serie A   | 9     | 0      |
| 2002/03 | AC Parma      | Włochy | Serie A   | 19    | 0      |
| 2003/04 | AC Parma      | Włochy | Serie A   | 6     | 0      |

## Kariera reprezentacyjna
W reprezentacji Włoch Benarrivo zadebiutował 22 września 1993 roku w wygranym 3:0 wyjazdowym meczu z Estonią, rozegranym w ramach kwalifikacji do Mistrzostw Świata w USA. Rok później został powołany przez selekcjonera Arrigo Sacchiego do kadry na ten turniej i wywalczył miejsce w podstawowej jedenatsce Włoch. Wystąpił najpierw w dwóch grupowych meczach, a następnie w 1/8 finału, ćwierćfinale (w meczu z Hiszpanią zdobył samobójczego gola), półfinale, a na końcu w finale z Brazylią, który Włosi przegrali 2:3 po serii rzutów karnych. Benarrivo występował także w eliminacjach do Euro 96, ale na sam turniej nie pojechał. Swój ostatni mecz w kadrze rozegrał w 1997 roku, w zremisowanym 1:1 meczu barażowym z Rosją, rozegranym w ramach kwalifikacji do Mistrzostw Świata we Francji. Ogółem w kadrze Włoch Antonio wystąpił 23 razy.

## Sukcesy
- Puchar Zdobywców Pucharów: 1993
- Puchar UEFA: 1995, 1999
- Superpuchar Europy: 1993
- Puchar Włoch: 1992, 1999, 2002
- Wicemistrzostwo Włoch: 1997
- Wicemistrzostwo świata: 1994